# Wellington Carlos Rocha
Wellington Rocha (, ) é um enxadrista brasileiro, detendo o título de Mestre Internacional de Xadrez. Em junho de 2011, com 2.156 pontos, ocupava a décima quinta posição no Brasil, segundo o ranking da FIDE.